# Kiệu (thực vật)
Kiệu (danh pháp hai phần: Allium chinense) (tiếng Nhật: ラッキョウ Rakkyō, tiếng Trung giản thể: 辣韭, phồn thể: 辣韭; đồng nghĩa: Allium bakeri Regel, Allium splendens Willd. cũ Schult.f.) là một cây ăn được thuộc họ Hành (Alliaceae). Củ kiệu trắng, lá bọng.

## Tên gọi tiếng Việt
Là loại cây gia vị được sử dụng rất sớm trên thế giới nói chung và Việt Nam nói riêng, kiệu có tên gọi tiếng Việt từ lâu đời và có thể truy nguyên về tận thời Hùng Vương. Tục truyền, khi vua Hùng đi săn đã dừng chân ở núi Lạn (dãy núi phía Nam núi Nghĩa Lĩnh, nay thuộc xã Hy Cương, huyện Phong Châu, tỉnh Phú Thọ). Vua truyền nướng thịt thú rừng săn được để làm đồ ăn, các Mỵ Nương đi tìm rau và một nàng kiếm được loại cỏ thơm, liền cho vào ống nứa với thịt chim, đem nướng khiến thức ăn dậy hương thơm đặc biệt. Do nàng Mỵ Nương có tên Kiệu đã tìm ra nên củ của loại cỏ này được gọi là củ kiệu và tên gọi "kiệu" trở thành tên gọi cho loại gia vị này từ bấy giờ.

## Gia vị, thảo dược
Củ kiệu và cả lá kiệu đều có thể làm các món ăn. Củ kiệu thường được muối dưa chua tương tự như cách muối dưa hành, dùng ăn kèm với thịt mỡ hoặc tước nhỏ trộn với bắp cải, thịt gà.
Củ kiệu còn được sử dụng làm thuốc. Kiệu có vị cây đắng tính ấm, làm ấm bụng, tán khí kết, khỏi đầy hơi, bổ thận khí, mạnh dương, còn có tác dụng lợi tiểu, chữa chứng bệnh đái dắt, nếu ăn đều thì chịu được rét lạnh, bổ khí, điều hòa nội tạng cho béo khỏe.
Lá kiệu có thể quấn, ướp thịt để làm món thịt nướng. Ngoài ra cũng thường thấy lá kiệu được ăn sống hoặc gia vào nồi lẩu như một loại rau thơm.

## Hình ảnh

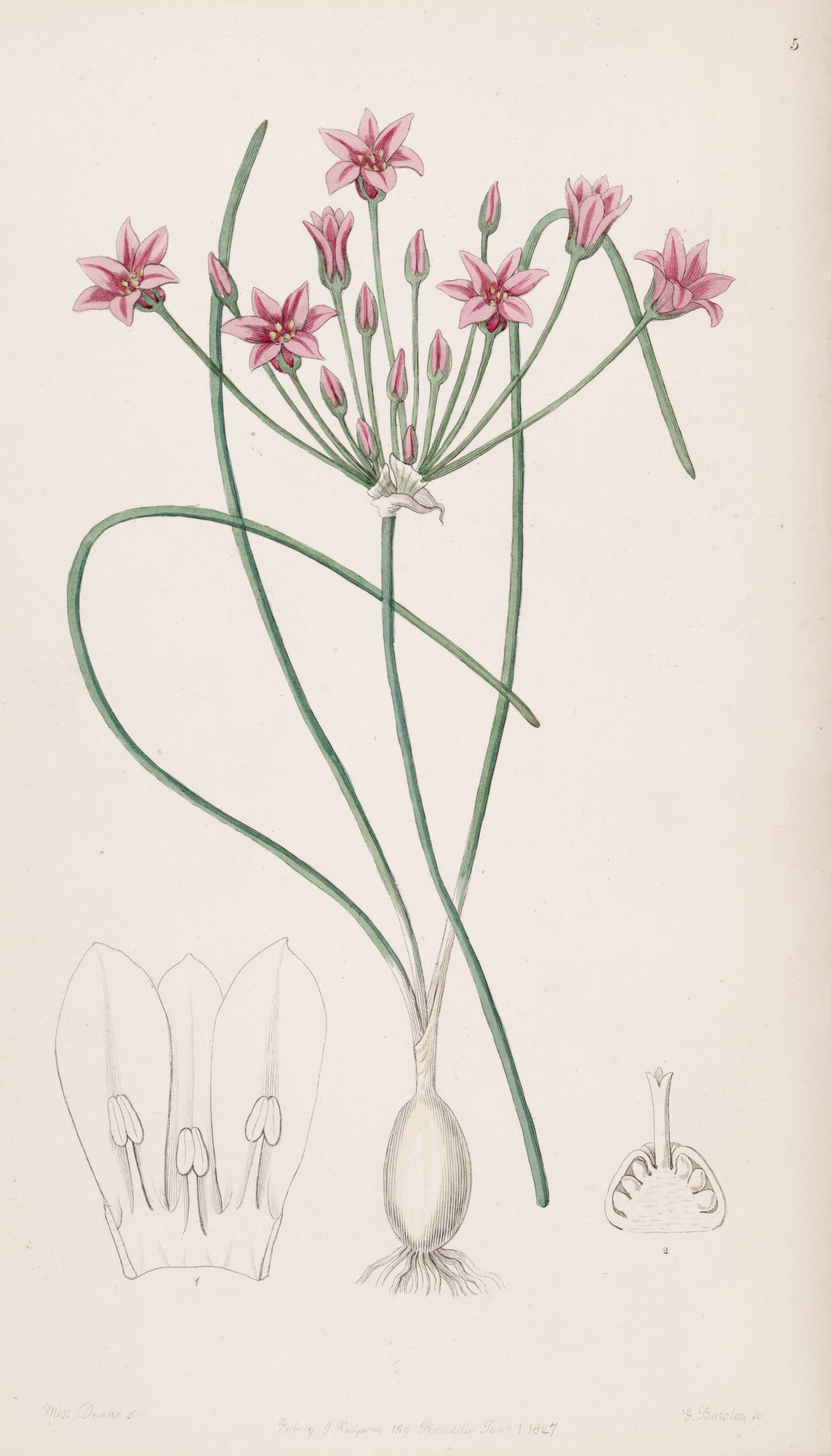
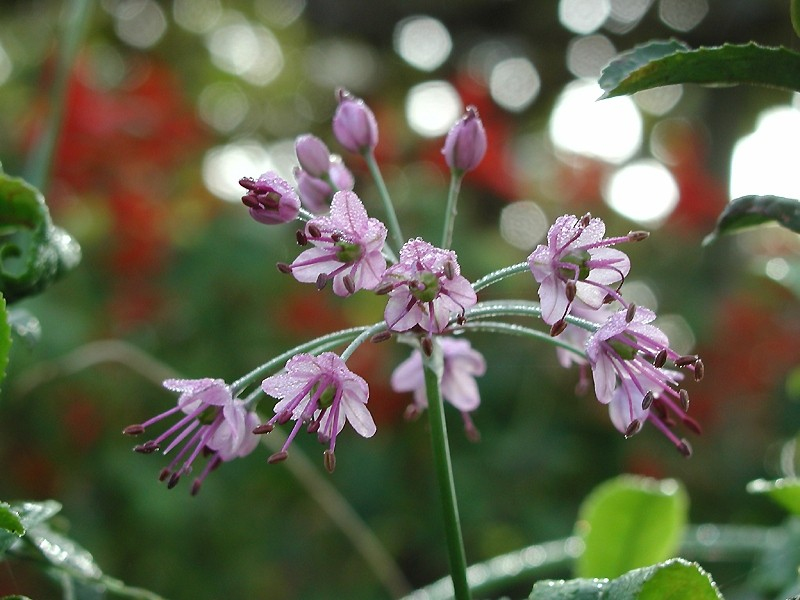
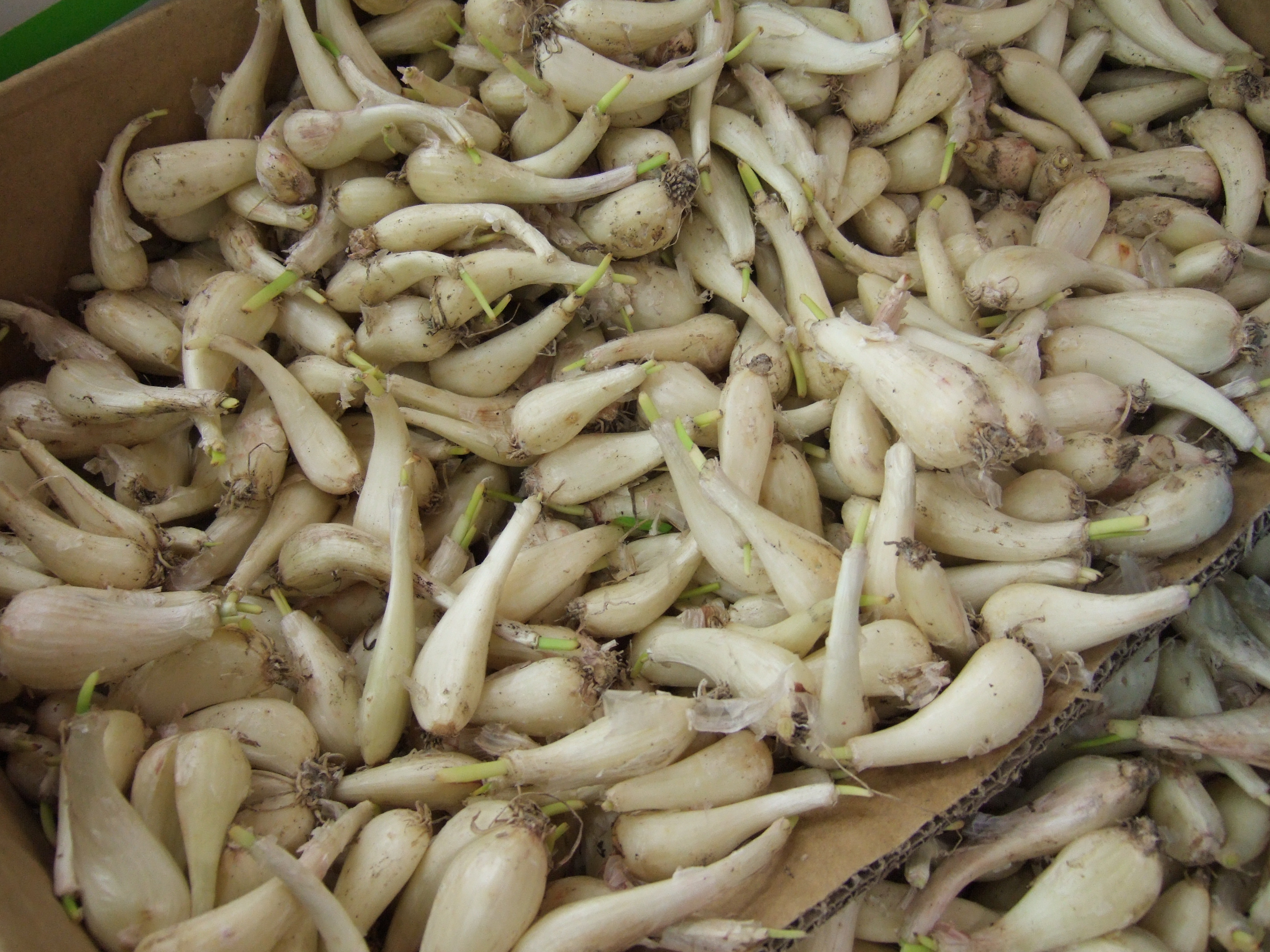